# Sønder Onsild Stationsby
Sønder Onsild St.by is een plaats in de Deense regio Noord-Jutland, gemeente Mariagerfjord. De plaats telt 300 inwoners (2008).